# 原田昭
原田 昭 （はらだ あきら、1942年3月11日 - ）は、日本のインダストリアルデザイナー、建築学者。博士（デザイン学）。筑波大学名誉教授。札幌市立大学元学長。専門は感性工学。教育工学。大阪府出身。
1964年 東京教育大学教育学部芸術学科卒業。1964年 GKインダストリアルデザイン研究所に入社。同社計画部部長を経て、1978年 筑波大学芸術学系講師。1985年 同芸術学系助教授。1993年 同芸術学系教授。1996年筑波大学にて「概念設計の実践的方法と評価に関する研究」で博士号取得。1997年 同芸術専門学群副学群長。1999年 同大学院博士課程芸術学研究科長。2001年 同大学院博士課程人間総合科学研究科感性認知脳科学専攻長。2002年 中国北京理工大学設計芸術学院客員教授。中国清華大学美術学院名誉教授。2003年 同大学院人間総合科学研究科 感性認知脳科学専攻長。2006年札幌市立大学初代学長。同理事長。筑波大学名誉教授。国清華大学美術学院名誉教授。2012年札幌市立大学退官。
この他、中国北京理工大学設計芸術学院客員教授、日本デザイン学会会長、日本感性工学会会長などを歴任。

## 受賞歴
- サインデザイン賞
- 通産大臣賞（2回）
- 瑞宝中綬章（2023年）[1]

## 参考
- KAKEN
- 原田昭 – プロフィール